# أكمل (اسم)
أَكْمَل هو اسم علم مذكر من أصل عربي، وجاء الاسم على صيغة أفعل، ومعناه هو الأكثر كمال ونزاهة من العيوب.